# Casalabate
Casalabate is een plaats (frazione) in de Italiaanse gemeente Lecce.